# Südasienspiele 2019
Die 8. Südasienspiele fanden vom 1. bis zum 10. Dezember 2019 in der nepalesischen Hauptstadt Kathmandu sowie in Pokhara statt. Ursprünglich hätten die Spiele bereits im Januar stattfinden sollen, wurden aber wegen Verzögerungen beim Bau und der Renovierung von Sportstätten auf den Dezember verschoben.

## Wettbewerbe
Insgesamt werden Medaillen in 28 verschiedenen Sportarten vergeben.
| - Bogenschießen - Leichtathletik - Badminton - Basketball - Boxen - Cricket | - Radsport - Fechten - Fußball - Gewichtheben - Golf - Handball | - Hockey - Judo - Kabaddi - Karate - Kho kho - Paragleiten | - Schießen - Squash - Schwimmen - Tischtennis - Taekwondo | - Tennis - Triathlon - Volleyball - Ringen - Wushu |

## Teilnehmende Nationen
Es nahmen sieben Mitgliedsverbände an den Spielen teil.
- Bangladesch
- Bhutan
- Indien
- Malediven
- Nepal
- Pakistan
- Sri Lanka